# Федосов, Александр Сергеевич
Александр Сергеевич Федосов (род. 10 ноября 1989) — российский дзюдоист, бронзовый призёр чемпионата России 2009 года.

## Спортивные результаты
- Чемпионат России по дзюдо 2009 года среди молодёжи — ;
- Чемпионат России по дзюдо 2009 года — ;
- II Всероссийская юношеская спартакиада 2010 года, Гатчина — .